# Bědovická plošina
Bědovická plošina je geomorfologický okrsek ve střední části Třebechovické tabule, ležící v okresech Hradec Králové a Rychnov nad Kněžnou v Královéhradeckém kraji

## Poloha a sídla

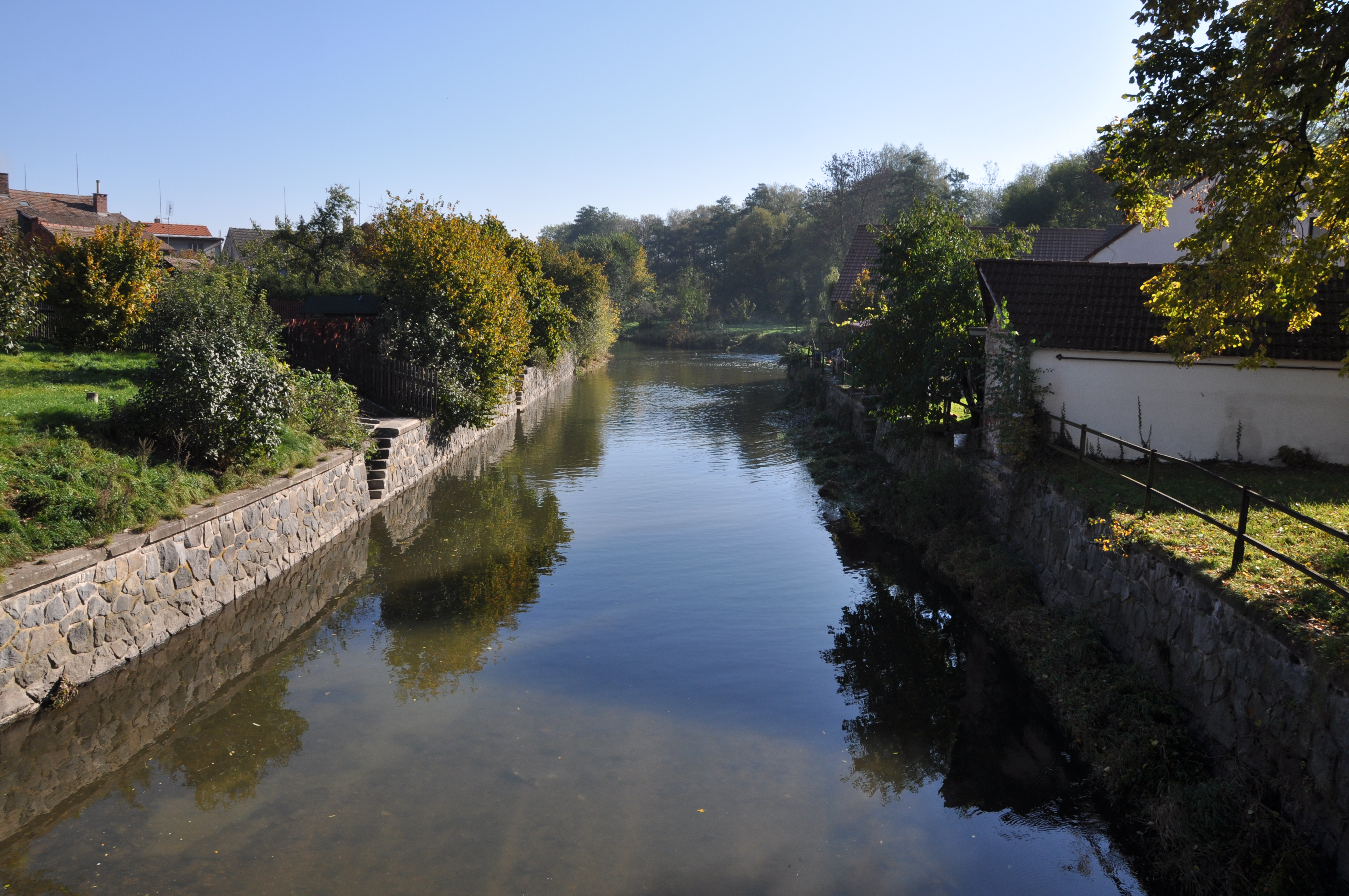
Řeka Dědina v Třebechovicích pod Orebem

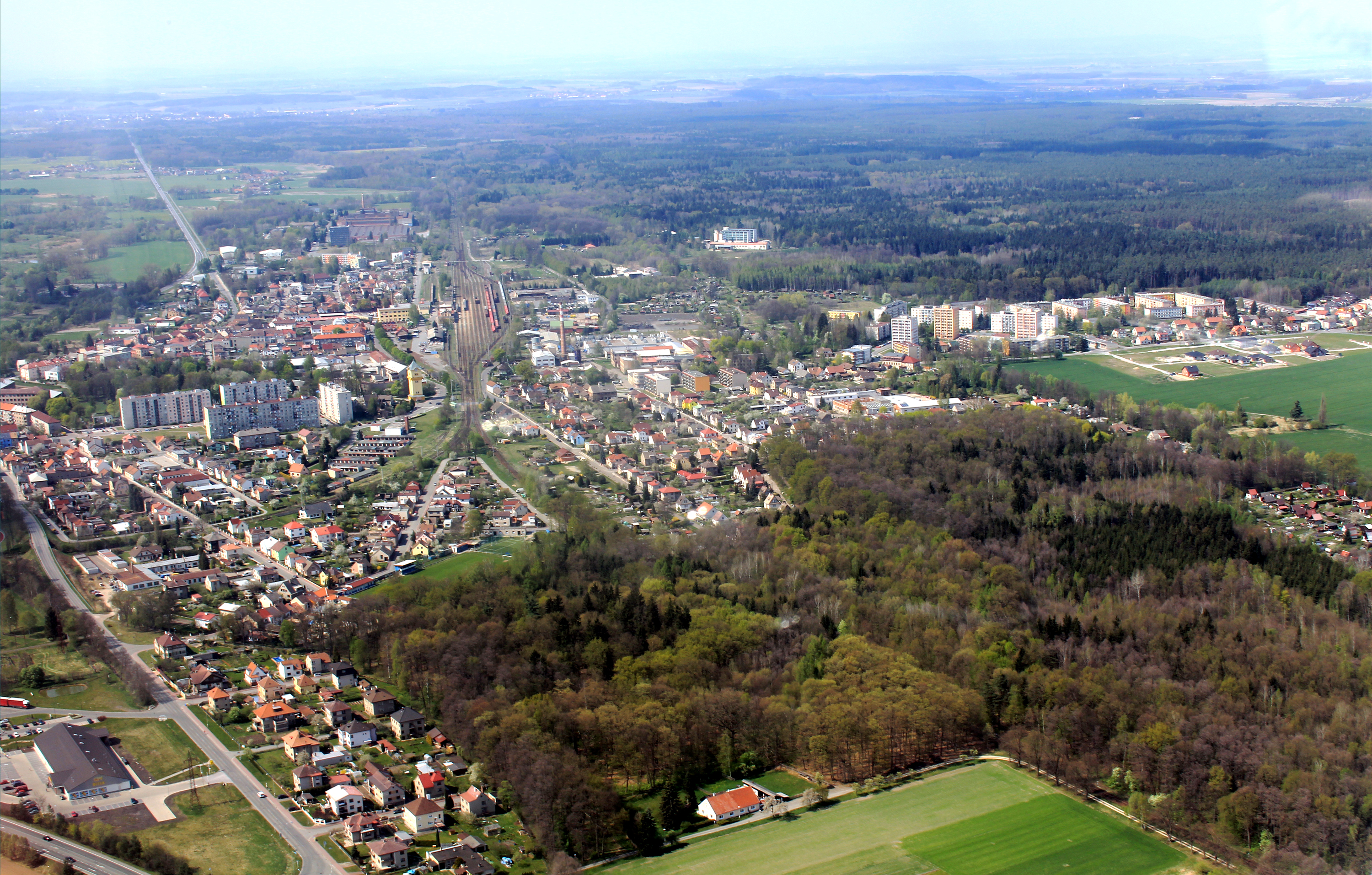
Letecký pohled na Týniště nad Orlicí a přilehlé lesy

Území okrsku se nachází zhruba mezi sídly Blešno (na severozápadě), Ledce (na severu), Bolehošť (na severovýchodě), Čestice (na jihovýchodě) a Albrechtice nad Orlicí (na středozápadě). Uvnitř okrsku leží města Třebechovice pod Orebem a Týniště nad Orlicí, stejně jako titulní osada Bědovice.

## Geomorfologické členění
Okrsek Bědovická plošina (dle značení Jaromíra Demka VIC–2B–7) geomorfologicky náleží do celku Orlická tabule a podcelku Třebechovická tabule.
Alternativní členění Balatky a Kalvody okrsek Bědovická plošina nezná, uvádí pouze jiné okrsky Třebechovické tabule: Opočenský hřbet, Rychnovský úval, Českomeziříčská kotlina, Černilovská tabule a Choceňská plošina.
Plošina sousedí s dalšími okrsky Orlické tabule: Černilovská tabule na severu, Opočenský hřbet na východě, Rychnovský úval na jihovýchodě a Orlické nivy na jihu a západě.

## Významné vrcholy
Významným vrcholem Bědovické plošiny je Oreb (256 m n. m.).